# Ellisville (Mississippi)
Pour les articles homonymes, voir Ellisville.
La ville d'Ellisville est le siège du comté de Jones, situé dans l'État du Mississippi, aux États-Unis. Elle comptait 3 465 habitants lors du recensement de 2000.